# The Nimmo Brothers
The Nimmo Brothers ist eine britische Bluesrockband.

## Geschichte
Die Band wurde 1995 von den Brüdern Stevie und Alan Nimmo (beide Gitarre und Gesang) in Glasgow gegründet; zuvor hatten sie eine Gruppe namens Blackwater Blues Band, die ein Album herausgebracht hatte. Die Nimmo-Brüder hatten im Laufe der Zeit verschiedene Begleitmusiker.
In Glasgow nahmen die Nimmo Brothers ihr erstes Album Moving On (1998) auf, bevor sie einen Vertrag mit Armadillo Music bekamen. 2001 veröffentlichten sie mit Coming Your Way ihr erstes Album bei Armadillo, wo auch ihre folgenden Alben erschienen.
Seit 2009 tritt Alan Nimmo mit seiner Band King King auf. Sein älterer Bruder Stevie ist mit dem Stevie Nimmo Trio unterwegs. Dennoch gibt es die Nimmo Brothers weiterhin.
2015 unternahmen die Nimmo Brothers eine UK-Tour zu ihrem 20-jährigen Band-Jubiläum. 2015 und 2016 erhielten sie einen British Blues Award als beste Bluesband.

## Diskografie
- 1998: Moving On
- 2001: Coming Your Way
- 2003: New Moon Over Memphis
- 2004: Live Cottiers Theatre
- 2009: Picking Up the Pieces
- 2012: Brother to Brother